# سیارک ۵۹۸۲
سیارک ۵۹۸۲ (به انگلیسی: 5982 Polykletus، نامگذاری:4862T-1) پنج هزار و نهصد و هشتاد و دومین سیارک کشف شده‌است که در ۱۳ مه ۱۹۷۱ کشف شد.
قدر مطلق سیارک برابر ۱۲٫۷۰ است.